# 荻の湯温泉
荻の湯温泉（はぎのゆおんせん）は、富山県富山市岩瀬荒木町722にある温泉。湧き出る水の辺りにハギの花が咲いていることから命名された。

## 泉質
- ナトリウム・カルシウム - 塩化物泉[1]
- 源泉温度は摂氏17.5度[1]
- 揚水量は動力揚水により毎分89.0リットル[1]
- 源泉の深さは63 m[1]
- pHは7.04[1]
- 溶存物質は8,446mg/kg[1]

掛け流しの源泉をボイラー（無圧温水缶）により加温していて、汲み上げた時は無色透明の水であるが、加熱することで次第に濁った赤いお湯になるという。
きりきず、末梢循環障害、冷え症、うつ状態、皮膚乾燥症、一般的適応症に効能がある（いずれも効能はその効果を万人に保証するものではない）。

## 概要
主要地方道富山港線沿いにある、岩瀬地区唯一の銭湯である。1969年に現在のオーナー一家によって開業した。
浴場は源泉を使った浴槽と深めと少し浅めの白湯、2基のジェットバスを備える。浴槽は赤いレンガ風である。
営業時間は14時 - 21時30分（最終受付21時）、火曜定休。20台分の駐車場を完備。

## 交通アクセス
- 富山地方鉄道富山港線 東岩瀬駅から徒歩6分[2]。